# Фесенко, Юрий Иванович
Юрий Иванович Фесенко (род. 23 сентября 1955, Таганрог) — российский художник.

## Биография
Родился 23 сентября 1955 года в Таганроге в семье инженера местного авиационного завода.
Посещал изостудию Дома пионеров. Учился в Таганрогской детской художественной школе (преподаватель Виктор Игнатьев). Ученик Леонида Стуканова.
В 1972 году окончил таганрогскую среднюю школу № 2 им. А. П. Чехова.
В 1977 году окончил Харьковский художественный институт.
С 1977 по 1982 годы преподавал в Ростовском художественном училище им. М. Б. Грекова (студенты — Наталья Дурицкая, Александр Кисляков, Николай Константинов, Василий Слепченко, Максим Белозор и др.).
В 1978 году познакомился с Александром Ждановым, и с этого момента практически каждое лето вместе с Леонидом Стукановым принимал участие в работе «летней школы» Жданова в академическом посёлке Мозжинка под Звенигородом. Дружба с Ждановым продолжалась до самого отъезда Александра Жданова и Галины Герасимовой из СССР в октябре 1987 года. Жданов же настоятельно советовал Фесенко перебираться в Москву, что Фесенко и сделал в 1982 году.
С 1992 года неоднократно выступал с персональными проектами и принимал участие в групповых выставках на различных московских площадках.
В 1998 году в галерее «Дар» совместно с Юрием Шабельниковым выступил соавтором весьма радикального проекта «Мавзолей: ритуальная модель». Проект вызвал в обществе огромный резонанс и породил споры, продолжающиеся и по сей день.
С 2014 года в течение 7 лет Юрий Фесенко реализовывал в Таганроге стрит-арт проект «Личный город», создавая многочисленные энвайронмент-работы в различных городских локациях: на улицах, лестницах, в двориках, склонах урочищ, на берегу моря. Авторские изображения и объекты в рамках «Личного города» выстраивались с помощью снега, воды, песка и глины, выступая своеобразными палимпсестами на пергаменте улиц старого города, пергаменте, пропитанном множественными культурными наслоениями и историческими мифами. Впервые материалы проекта «Личный город» были показаны широкой публике в июне 2021 года в музее «Градостроительство и быт г. Таганрога» при содействии галереи ZHDANOV.
Живёт и работает в Москве.

## Работы находятся в коллекциях
- Государственная Третьяковская галерея, Москва[19].
- Ростовский областной музей изобразительных искусств, Ростов-на-Дону.
- Екатеринбургский музей изобразительных искусств, Екатеринбург[20].
- «Музей М’АРС», Москва.
- Собрание Министерства культуры РФ, Москва.
- Музей современного изобразительного искусства на Дмитровской, Ростов-на-Дону.
- Галерея ZHDANOV, Таганрог.
- Частные коллекции Финляндии, Германии, Франции, Англии, России.

## Персональные выставки и избранные проекты
- 2023 — «Побег из четырёх углов». МСИИД, Галерея ZHDANOV, Ростов-на-Дону.[21]
- 2023 — «Личный город. Ковёр-оберег». Музей «Дворец Алфераки», Галерея ZHDANOV, Таганрог[22][3].
- 2022 — «Личный город. Список ключей». Ростовский областной музей изобразительных искусств, Галерея ZHDANOV, Ростов-на-Дону[23][24].
- 2021 — «Личный город. Опыт строительства». Музей «Градостроительство и быт г. Таганрога», Галерея ZHDANOV, Таганрог[15][16][17][18].
- 2014 — «Полиэтиленовая пляска. Гастроли» (совм. с М. Басовым). 16thLINE art-gallery, Ростов-на-Дону[25][26][27].
- 2012 — «Полиэтиленовая пляска» (совм. с М. Басовым). Галерея на Чистых прудах, Москва[28][29].
- 2002 — «Иллюзион». Музей и общественный им. А. Д. Сахарова, Москва[30][31].
- 2000 — «Золотая война» (совм. с С. Малышевой, Б. Прудниковым). Галерея «Дар», Москва[32][33].
- 1999 — «Утраты». Галерея «Дар», Москва.
- 1998 — «Золотой фонд» (совм. с Ю. Шабельниковым). «Арт-Манеж», галерея «Московская палитра», Москва[34].
- 1998 — «Заседание Государственной Думы». Галерея «Дар», Москва[35].
- 1998 — «Мавзолей: ритуальная модель» (совм. с Ю. Шабельниковым). Галерея «Дар», Москва.
- 1996 — «Ковёр Меерхольда». Галерея «Московская Палитра», Центральный выставочный зал «Манеж», Москва.
- 1995 — Проект «Трансгрессия». Государственный музей Востока, Галерея «Московская Палитра», Москва[36][37][38].
- 1993 — «Юрий Фесенко». Галерея Допп, Ольденбург, Германия.
- 1992 — «Юрий Фесенко». Галерея «М'АРС», Москва.

## Галерея
- «Старец Фёдор Кузьмич».
 Проект «Личный город», 2021
- «Скифский ковёр».
 Проект «Личный город», 2021
- «Портик».
 Проект «Личный город», 2021
- «Украшение улиц».
 Проект «Личный город», 2021
- «Советский Союз».
 Проект «Утраты», 1999
- «Ковровая дорожка».
 Проект «Мавзолей: ритуальная модель», 1998
- «Ковровая дорожка».
 Проект «Мавзолей: ритуальная модель», 1998
- Проект «Мавзолей: ритуальная модель», 1998
- «Ковры», 1997
- «Двуглавый храм», х/м, 100х120, 1990

## Групповые выставки
- 2019 — «После Графа 2019». Галерея ZHDANOV, Выставочный зал ТО Союза художников России, Таганрог.
- 2012 — Выставка работ из коллекции М’АРСа. Галерея «М'АРС», Москва.
- 2009 — «Спальный район». Московский музей современного искусства, Москва[39][40].
- 2007 — «Новый ангеларий». Московский музей современного искусства, Москва[41][42].
- 2007 — «Точки». Музей современного изобразительного искусства на Дмитровской, Ростов-на-Дону.
- 2003 — «АртКлязьма». Фестиваль современного искусства на открытом воздухе, Клязьменское водохранилище.
- 2002 — «Артконституция». Галерея С.АРТ, Москва[43][44].
- 2001 — «Трансгрессия. Ретроспекция и перспективы». L-галерея, Москва[45].
- 2001 — «Мимикрия». Музей и общественный им. А. Д. Сахарова, Москва.
- 2000 — «Стенгазета». Объект «Курск 2000». Музей и общественный им. А. Д. Сахарова, Москва[46].
- 1999—2000 — «Вертеп». Галерея Марата Гельмана, Москва.
- 1998 — «АРТ-Манеж». Манеж, Москва.
- 1993 — «АРТ-Миф». Манеж, Москва[46].
- 1990 — «Современный советский художник». Милан, Италия[46].

## Кураторские проекты
- 2023 — «Александр Жданов. Последний Пан» (совм. с С. Крузе). РОМИИ, Галерея ZHDANOV, Ростов-на-Дону[47][48][49][50][51][52].
- 1995 — Проект «Трансгрессия». Государственный музей Востока, Галерея «Московская Палитра», Москва[36][37].